# DigitalEurope
DigitalEurope es la organización europea que representa la industria de tecnología digital, cuyos miembros incluyen 59 empresas importantes de tecnología y 35 asociaciones nacionales de comercio.
Busca asegurar la participación de la industria en el desarrollo e implementación de políticas de la Unión Europea y tiene varios grupos de trabajo que hacen foco en aspectos diferentes de política tecnológica, comercial, técnica y regulatoria así como en la economía digital.
Tiene sede en Bruselas, Bélgica.
DigitalEurope representa más de 10 000 empresas cuyos ingresos combinados superan el billón de euros[cita requerida].

## Historia
DigitalEurope fue conformado en 1999 como European Information and Communications Technology Industry Association (EICTA), para consolidar dos organizaciones europeas anteriores, ECTEL y EUROBIT, que representaron la información y telecomunicaciones de la industria. EICTA expandió su alcance para incluir la industria de electrónica del consumidor; el 1 de octubre de 2001, la asociación fue fusionada con la European Association of Consumer Electronics Manufacturers (EACEM, Asociación Europea de Fabricantes de Electrónica del Consumidor). La nueva asociación combinada, cambió el nombre a European Information, Communications and Consumer Electronics Technology Industry Association (pero mantuvo su acrónimo original, EICTA).
El 12 de marzo de 2009, EICTA fue renombrada como DIGITALEUROPE para reflejar la importancia del sector de electrónica del consumidor en Europa y su eslogan que "Construye Europa Digital".
El 5 de septiembre de 2014, DIGITALEUROPE liberó un logotipo "Ultra HD" para certificar compañías que conocen sus requisitos técnicos. Los requisitos técnicos para el logotipo "Ultra HD" es que la exhibición tiene que tener una resolución de al menos 3840×2160 píxeles, un cable de señal del vídeo que no reduce la resolución, un espacio de color mínimo de Rec. 709, y entrada HDMI que soporte HDCP 2.2 protección de contenido.
En noviembre de 2014, publicaron un paper llamado "Aplicación de Ley Acceso a Datos en la nube europea" que pregunta la Comisión Europea para "considerar que archiva una #escrito #amicus" con unos EE. UU. appellate el tribunal que considera el reto legal de Microsoft de unos EE. UU. warrant para los correos electrónicos privados de un usuario de Microsoft. Tan DIGITALEUROPE lo ve, el hecho que el dato pidió está almacenado en los servidores localizados en Dublín, Irlanda, significa que autoridades de EE. UU. tendrían que utilizar tratados de asistencia legales mutuos más que arman fuertes una multinacional de EE. UU., el cual levanta preocupaciones sobre soberanía nacional.

## Miembros

### Corporativos
- Alcatel-Lucent
- AMD
- Apple
- Blackberry[3]
- Bose
- Hermano
- CA Tecnologías
- Canon
- Cassidian
- Cisco
- Dell
- Epson
- Ericsson
- Fujitsu
- Google[4]
- Hitachi
- HP
- Huawei
- IBM
- Ingram Micro
- Intel
- iQor
- JVC Kenwood Grupo[5]
- Konica Minolta
- Kyocera
- Lenovo
- Lexmark
- LG Electrónica
- Loewe
- Microsoft
- Mitsubishi Europa Eléctrica[6]
- Motorola Movilidad
- Motorola Soluciones
- NEC
- Nokia
- Nvidia Ltd.[7]
- Océ
- OKI
- Oráculo
- Panasonic Europa[8]
- Philips
- Pionero
- Qualcomm
- Ricoh Europa PLC[9]
- Samsung
- SAVIA
- Schneider Eléctrico
- Agudo
- Siemens
- Sony
- Swatch Grupo
- Technicolor
- Texas Instruments
- Toshiba
- TP Visión
- Occidental Digital
- Xerox
- ZTE

### Asociaciones nacionales de comercio
- Alemania: BITKOM, ZVEI
- Bélgica: AGORIA
- Bielorrusia: INFOPARK
- Bulgaria: BAIT
- Chipre: CITEA
- Dinamarca: DI ITEK, IT-BRANCHEN
- Eslovaquia: ITAS
- Eslovenia: GZS
- España: AMETIC
- Estonia: ITL
- Finlandia: FFTI
- Francia: AFDEL, AFNUM, Force Numérique
- Grecia: SEPE
- Hungría: IVSZ
- Italia: ANITEC
- Irlanda: ICT IRELAND
- Lituania: INFOBALT
- Países Bajos: Nederlands ICT, FIAR
- Polonia: KIGEIT, PIIT
- Portugal: AGEFE
- Reino Unido: TechUK
- Rumania: APDETIC, ANIS
- Suecia: Föreningen Teknikföretagen i Sverige, IT&Telekomföretagen
- Suiza: SWICO
- Turquía: Digital Turkey Platform, ECID
- Ucrania: IT UKRAINE

## Agenda digital
En anticipación a la publicación de Agenda Digital Neelie Kroes, DIGITALEUROPE liberó un papper en mayo de 2010 aproximadamente, el futuro digital de Europa que se llamó "Una Agenda Transformacional para la Era Digital, DIGITALEUROPE, Visión 2020".